# U-262 (tàu ngầm Đức)
U-262 là một tàu ngầm tấn công  Lớp Type VII thuộc phân lớp Type VIIC được Hải quân Đức Quốc Xã chế tạo trong Chiến tranh Thế giới thứ hai. Nhập biên chế năm 1942, nó đã thực hiện được tổng cộng mười chuyến tuần tra, đánh chìm ba tàu buôn với tổng tải trọng 13.010 GRT cùng một tàu chiến tải trọng 925 tấn. U-262 bị hư hại do không kích tại Pháp, rồi tiếp tục bị hư hại nặng do không kích tại cảng Gotenhafen vào tháng 12, 1944, nên được cho xuất biên chế vào tháng 4, 1945 và tháo dỡ sau chiến tranh vào năm 1947.

## Thiết kế và chế tạo

### Thiết kế

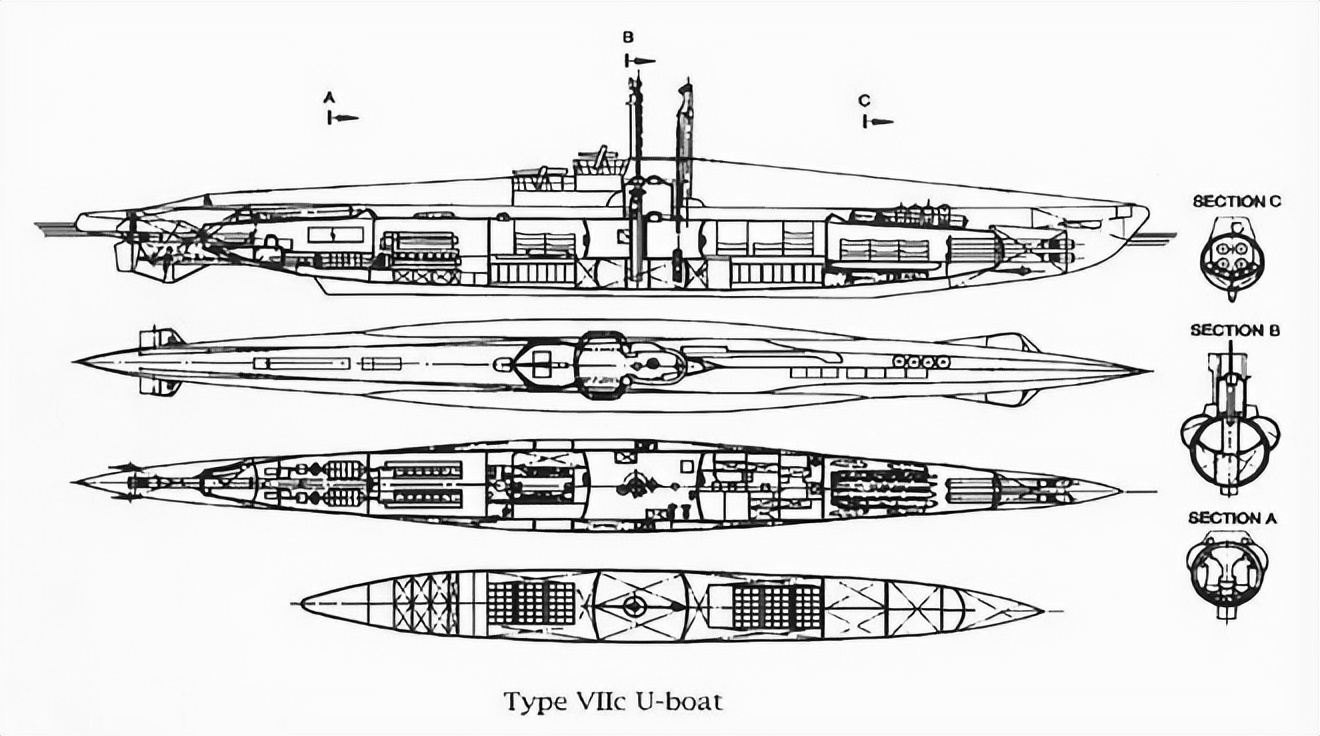
Sơ đồ các mặt cắt một tàu ngầm Type VIIC

Phân lớp VIIC của Tàu ngầm Type VII là một phiên bản VIIB được kéo dài thêm. Chúng có trọng lượng choán nước 769 t (757 tấn Anh) khi nổi và 871 t (857 tấn Anh) khi lặn). Con tàu có chiều dài chung 67,10 m (220 ft 2 in), lớp vỏ trong chịu áp lực dài 50,50 m (165 ft 8 in), mạn tàu rộng 6,20 m (20 ft 4 in), chiều cao 9,60 m (31 ft 6 in) và mớn nước 4,74 m (15 ft 7 in).
Chúng trang bị hai động cơ diesel Germaniawerft F46 siêu tăng áp 6-xy lanh 4 thì, tổng công suất 2.800–3.200 PS (2.100–2.400 kW; 2.800–3.200 bhp), dẫn động hai trục chân vịt đường kính 1,23 m (4,0 ft), cho phép đạt tốc độ tối đa 17,7 kn (32,8 km/h), và tầm hoạt động tối đa 8.500 nmi (15.700 km) khi đi tốc độ đường trường 10 kn (19 km/h). Khi đi ngầm dưới nước, chúng sử dụng hai động cơ/máy phát điện AEG GU 460/8–27 tổng công suất 750 PS (550 kW; 740 shp). Tốc độ tối đa khi lặn là 7,6 kn (14,1 km/h), và tầm hoạt động 80 nmi (150 km) ở tốc độ 4 kn (7,4 km/h). Con tàu có khả năng lặn sâu đến 230 m (750 ft).
Vũ khí trang bị có năm ống phóng ngư lôi 53,3 cm (21 in), bao gồm bốn ống trước mũi và một ống phía đuôi, và mang theo tổng cộng 14 quả ngư lôi, hoặc tối đa 22 quả thủy lôi TMA, hoặc 33 quả TMB. Tàu ngầm Type VIIC bố trí một hải pháo 8,8 cm SK C/35 cùng một pháo phòng không 2 cm (0,79 in) trên boong tàu. Thủy thủ đoàn bao gồm 4 sĩ quan và 40-56 thủy thủ.

### Chế tạo
U-262 được đặt hàng vào ngày 23 tháng 12, 1939, và được đặt lườn tại xưởng tàu của hãng Bremer-Vulkan-Vegesacker Werft ở Bremen vào ngày 29 tháng 5, 1941. Nó được hạ thủy vào ngày 10 tháng 3, 1942, và nhập biên chế cùng Hải quân Đức Quốc Xã vào ngày 15 tháng 4, 1942 dưới quyền chỉ huy của Hạm trưởng, Đại úy Hải quân Günther Schiebusch.

## Lịch sử hoạt động

### 1942

#### Chuyến tuần tra thứ nhất và thứ hai
Sau khi chuyển căn cứ hoạt động từ Kiel, Đức đến Bergen, Na Uy vào đầu tháng 9, 1942, U-262 khởi hành từ cảng này vào ngày 24 tháng 9 cho chuyến tuần tra đầu tiên trong chiến tranh. Trong biển Na Uy về phía Tây Bergen chỉ hai ngày sau đó, chiếc tàu ngầm bị hai máy bay ném bom Lockheed Hudson của Không quân Hoàng gia Anh tấn công, với tám quả mìn sâu được thả xuống. Những hư hại đã khiến U-262 phải kết thúc chuyến tuần tra và quay trở về Bergen vào ngày 28 tháng 9.
Sau khi được sửa chữa, U-262 tiến hành chuyến tuần tra thứ hai từ ngày 3 đến ngày 9 tháng 10. Nó xuất phát từ Bergen và hoạt động trong biển Na Uy, rồi đi đến cảng Narvik, Na Uy.

#### Chuyến tuần tra thứ ba
Dưới quyền chỉ huy của hạm trưởng mới, Trung úy Hải quân Heinz Franke, U-262 xuất phát từ Narvik vào ngày 5 tháng 11 cho chuyến tuần tra thứ ba. Nó thoạt tiên hướng lên phía Bắc để hoạt động dọc bờ biển phía Đông Greenland, rồi băng qua eo biển Đan Mạch giữa Iceland và Greenland để hoạt động trong Bắc Đại Tây Dương về phía Đông Newfoundland, Canada.
Tại đây vào ngày 18 tháng 11, khi hoạt động trong thành phần bầy sói Kreuzotter, U-262 đã tấn công Đoàn tàu ONS 144 với một loạt ba quả ngư lôi, và một quả đã đánh trúng chiếc HNoMS Montbretia. Chiếc tàu corvette Na Uy bị hư hại nặng đến mức hạm trưởng phải ra lệnh bỏ tàu, và một quả ngư lôi khác từ U-262 đúng đích đã khiến Montbretia vỡ làm đôi và đắm.
Đến ngày 26 tháng 11, U-262 tấn công tàu buôn Anh Ocean Crusader 7.178 GRT vốn bị phân tán khỏi Đoàn tàu HX 216, khiến mục tiêu đắm ở vị trí về phía Đông Bắc St. John's, Newfoundland. Chiếc tàu ngầm kết thúc chuyến tuần tra và đi đến cảng La Pallice, La Rochelle bên bờ biển Đại Tây Dương của Pháp đã bị Đức chiếm đóng, đến nơi vào ngày 9 tháng 12. La Pallice trở thành căn cứ hoạt động chủ lực của chiếc tàu ngầm trong suốt thời gian còn lại của quãng đời hoạt động.

### 1943

#### Chuyến tuần tra thứ tư
U-262 khởi hành từ La Pallice vào ngày 16 tháng 1, 1943 cho chuyến tuần tra thứ tư để hoạt động tại khu vực giữa Bắc Đại Tây Dương. Vào ngày 6 tháng 2, nó phóng một loạt năm quả ngư lôi tấn công, đánh chìm tàu chở hàng Ba Lan Zagloba 2.864 GRT, vốn bị phân tán khỏi Đoàn tày SC 118, ở vị trí khoảng 600 nmi (1.100 km) về phía Đông Nam mũi Farewell, Greenland. Nó kết thúc chuyến tuần tra và quay trở về La Pallice vào ngày 15 tháng 2.

#### Chuyến tuần tra thứ năm
Lên đường vào ngày 27 tháng 3 cho chuyến tuần tra thứ năm, U-262 băng qua Đại Tây Dương đến đảo Hoàng tử Edward, Canada để di tản các tù binh chiến tranh Đức đào thoát khỏi trại tù binh trong Chiến dịch Elster. Vào ngày 15 tháng 4, nó tiếp cận Đoàn tàu HX 233, nhưng bị các tàu hộ tống của đoàn tàu vận tải phát hiện và tấn công bằng mìn sâu và hải pháo, buộc chiếc tàu ngầm phải từ bỏ ý định tấn công. U-262 đi đến ngoài khơi đảo Hoàng tử Edward, nhưng không có tù binh nào xuất hiện tại điểm hẹn. Chiếc tàu ngầm quay trở về căn cứ La Pallice vào ngày 25 tháng 5.

#### Chuyến tuần tra thứ sáu
Sau khi hạm trưởng con tàu Heinz Franke được thăng lên hàm Đại úy Hải quân, U-262 lại xuất phát từ La Pallice vào ngày 24 tháng 7 cho chuyến tuần tra thứ sáu để tiếp tục hoạt động tại khu vực giữa Bắc Đại Tây Dương. Tại đây vào ngày 8 tháng 8, nó chờ đợi đến phiên mình trong khi tàu U-boat U-664 đang tiếp nhiên liệu cho U-760, khi bị một tốp máy bay ném bom-ngư lôi Grumman TBF Avenger và máy bay tiêm kích Grumman F4F Wildcat xuất phát từ tàu sân bay hô tống USS Card phát hiện và tấn công. Chiếc Avenger bị hỏa lực phòng không bắn rơi, nhưng chỉ sau khi nó thả hai quả mìn sâu tấn công, gây hư hại đáng kể cho U-262. Chiếc Wildcat cũng bị bắn rơi, nhưng hư hại đã buộc U-262 phải hủy bỏ chuyến tuần tra, và quay trở về La Pallice vào ngày 2 tháng 9.

#### Chuyến tuần tra thứ bảy
Chuyến tuần tra thứ bảy của U-262 khởi đầu từ ngày 14 tháng 10, khi nó tiến ra Đại Tây Dương để hoạt đồng về phía Tây vịnh Biscay và Bồ Đào Nha, và đã tham gia tấn công ba đoàn tàu vận tải Đồng Minh. Vào ngày 31 tháng 10, nó tấn công Đoàn tàu SL 138/MKS 28 và đánh chìm tàu buôn Na Uy Hallfried 2.968 GRT. Đại úy Franke được tặng thưởng Huân chương Chữ thập Sắt Hiệp sĩ trong trận này do đã khéo léo theo dõi và kiên quyết tấn công mục tiêu. U-262 quay trở về La Pallice vào ngày 7 tháng 12.

### 1944

#### Chuyến tuần tra thứ tám
Dưới quyền chỉ huy của hạm trưởng mới, Trung úy Hải quân Helmut Wieduwilt, U-262 khởi hành từ La Pallice vào ngày 3 tháng 2, 1944 cho chuyến tuần tra thứ tám. Nó hoạt động trong Bắc Đại Tây Dương về phía Tây Nam Iceland, và kết thúc vào ngày 29 tháng 4.

#### Chuyến tuần tra thứ chín
Trong bối cảnh lực lượng Đồng Minh bắt đầu đổ bộ lên Normandy, chuyến tuần tra thứ chín của U-262 trong vịnh Biscay chỉ kéo dài mười ngày, từ ngày 6 đến ngày 15 tháng 6.
Sau khi quay trở về La Pallice, chiếc tàu ngầm được trang bị ống hơi nhằm cải thiện khả năng hoạt động ngầm dưới nước. Tại cảng La Pallice vào ngày 18 tháng 8, một đợt không kích của đối phương đã khiến ba thủy thủ tử trận cùng một người bị thương.

#### Chuyến tuần tra thứ mười
Khi các cảng dọc bờ biển Đại Tây Dương của Pháp có nguy cơ bị phía Đồng Minh tái chiếm, U-262 rời La Pallice vào ngày 23 tháng 8 cho chuyến tuần tra thứ mười giữa Bắc Đại Tây Dương về phía Nam Iceland. Sau đó nó băng ngược qua khe GIUK giữa Iceland và quần đảo Faroe để quay trở lại Bắc Hải, và về đến cảng Flensburg, Đức vào ngày 5 tháng 11.

### Bị mất
Tại Gotenhafen (nay là Gdynia thuộc Ba Lan) vào ngày 19 tháng 12, 1944, U-262 tiếp tục bị hư hại nặng do một cuộc không kích của Liên Xô. Nó được kéo đến Kiel và được cho xuất biên chế tại đây vào ngày 2 tháng 4, 1945. Sau chiến tranh xác tàu được tháo dỡ vào năm 1947.

### "Bầy sói" tham gia
U-262 từng tham gia chín bầy sói:
- Kreuzotter (15 - 22 tháng 11, 1942)
- Drachen (22 - 26 tháng 11, 1942)
- Landsknecht (19 - 28 tháng 1, 1943)
- Pfeil (1 - 7 tháng 2, 1943)
- Không tên (15 - 18 tháng 4, 1943)
- Schill (25 tháng 10 - 16 tháng 11, 1943)
- Schill 1 (16 - 22 tháng 11, 1943)
- Weddigen (22 - 29 tháng 11, 1943)
- Preussen (22 tháng 2 - 22 tháng 3, 1944)

### Tóm tắt chiến công
U-262 đã đánh chìm được ba tàu buôn tổng tải trọng 13.010 GRT và một tàu chiến tải trọng 925 tấn:
| Ngày              | Tên tàu          | Quốc tịch                | Tải trọng | Số phận      |
| ----------------- | ---------------- | ------------------------ | --------- | ------------ |
| 18 tháng 11, 1942 | HNoMS Montbretia | Hải quân Hoàng gia Na Uy | 925       | Bị đánh chìm |
| 26 tháng 11, 1942 | Ocean Crusader   | United Kingdom           | 7.178     | Bị đánh chìm |
| 6 tháng 2, 1943   | Zagloba          | Poland                   | 2.864     | Bị đánh chìm |
| 31 tháng 10, 1943 | Hallfried        | Norway                   | 2.968     | Bị đánh chìm |